# وكالة أنباء الرأي العام
وكالة أنباء الرأي العام ( وتُسمى غالبًا RP News ) هي محطة إذاعية عراقية عامة ، لكنها ناطقة باللغة العربية بشكل أساسي ، وتبث برامجها في العديد من المواقع في جميع أنحاء الشرق الأوسط على موجات AM و FM من بغداد . تأسست عام 2009 . 

## التاريخ
بدأت إذاعة " RP News " بثها في عام 2009 ، وتم تأسيسها من قبل شبكة الإعلام العراقي .

## الجوائز
- أفضل موقع إذاعي [2] (2017) من مهرجان الغدير الدولي [3] [4]